# Europees kampioenschap basketbal vrouwen 1981
Het 18e Europees kampioenschap basketbal vrouwen vond plaats van 13 tot 20 september 1981 in Italië. 12 nationale teams speelden in Ancona en Senigallia om de Europese titel.

## Voorronde
De 12 deelnemende landen zijn onderverdeeld in twee poules van zes landen. De top twee van elke poule plaatsten zich voor de halve finales.

### Groep A
| Datum        | Land                     | Score   | Land                     |
| ------------ | ------------------------ | ------- | ------------------------ |
| 13 september | Finland                  | 47 – 73 | Italië                   |
| 13 september | Bondsrepubliek Duitsland | 71 – 67 | Polen                    |
| 13 september | Joegoslavië              | 63 – 43 | Nederland                |
| 14 september | Nederland                | 60 – 59 | Italië                   |
| 14 september | Bondsrepubliek Duitsland | 50 – 55 | Finland                  |
| 14 september | Joegoslavië              | 56 – 59 | Polen                    |
| 15 september | Nederland                | 76 – 46 | Bondsrepubliek Duitsland |
| 15 september | Polen                    | 82 – 65 | Finland                  |
| 15 september | Joegoslavië              | 68 – 67 | Italië                   |
| 16 september | Joegoslavië              | 82 – 72 | Finland                  |
| 16 september | Italië                   | 59 – 53 | Bondsrepubliek Duitsland |
| 16 september | Polen                    | 76 – 35 | Nederland                |
| 17 september | Joegoslavië              | 60 – 62 | Bondsrepubliek Duitsland |
| 17 september | Finland                  | 63 – 66 | Nederland                |
| 17 september | Italië                   | 55 – 77 | Polen                    |

| Groep A |                          |             |             |             |            |            |            |        |
| #       | Land                     | Wedstrijden | Wedstrijden | Wedstrijden | Doelpunten | Doelpunten | Doelpunten | Punten |
| #       | Land                     | G           | W           | V           | V          | T          | Saldo      | Punten |
| 1       | Polen                    | 5           | 4           | 1           | 361        | 282        | +79        | 9      |
| 2       | Joegoslavië              | 5           | 3           | 2           | 329        | 303        | +26        | 8      |
| 3       | Nederland                | 5           | 3           | 2           | 280        | 307        | -27        | 8      |
| 4       | Italië                   | 5           | 2           | 3           | 313        | 305        | +8         | 7      |
| 5       | Bondsrepubliek Duitsland | 5           | 2           | 3           | 282        | 317        | -35        | 7      |
| 6       | Finland                  | 5           | 1           | 4           | 302        | 353        | -51        | 6      |

### Groep B
| Datum        | Land              | Score    | Land              |
| ------------ | ----------------- | -------- | ----------------- |
| 13 september | Zweden            | 49 – 83  | Tsjecho-Slowakije |
| 13 september | Bulgarije         | 73 – 64  | Roemenië          |
| 13 september | Sovjet-Unie       | 94 – 68  | Hongarije         |
| 14 september | Bulgarije         | 66 – 50  | Zweden            |
| 14 september | Sovjet-Unie       | 90 – 40  | Roemenië          |
| 14 september | Hongarije         | 67 – 66  | Tsjecho-Slowakije |
| 15 september | Hongarije         | 63 – 71  | Bulgarije         |
| 15 september | Roemenië          | 63 – 62  | Zweden            |
| 15 september | Sovjet-Unie       | 99 – 58  | Tsjecho-Slowakije |
| 16 september | Sovjet-Unie       | 95 – 60  | Zweden            |
| 16 september | Tsjecho-Slowakije | 80 – 66  | Bulgarije         |
| 16 september | Roemenië          | 58 – 55  | Hongarije         |
| 17 september | Zweden            | 63 – 82  | Hongarije         |
| 17 september | Sovjet-Unie       | 111 – 78 | Bulgarije         |
| 17 september | Tsjecho-Slowakije | 68 – 56  | Roemenië          |

| Groep B |                   |             |             |             |            |            |            |        |
| #       | Land              | Wedstrijden | Wedstrijden | Wedstrijden | Doelpunten | Doelpunten | Doelpunten | Punten |
| #       | Land              | G           | W           | V           | V          | T          | Saldo      | Punten |
| 1       | Sovjet-Unie       | 5           | 5           | 0           | 489        | 304        | +185       | 10     |
| 2       | Tsjecho-Slowakije | 5           | 3           | 2           | 355        | 337        | +18        | 8      |
| 3       | Bulgarije         | 5           | 3           | 2           | 354        | 368        | -14        | 8      |
| 4       | Roemenië          | 5           | 2           | 3           | 281        | 348        | -67        | 7      |
| 5       | Hongarije         | 5           | 2           | 3           | 335        | 352        | -17        | 7      |
| 6       | Zweden            | 5           | 0           | 5           | 284        | 389        | -105       | 5      |

## Plaatsingswedstrijden 9e-12e plaats
| Datum                 | Land      | Score   | Land                     |
| --------------------- | --------- | ------- | ------------------------ |
| 19 september          | Zweden    | 67 – 69 | Bondsrepubliek Duitsland |
| 19 september          | Finland   | 46 – 92 | Hongarije                |
| 20 sept. (11e plaats) | Finland   | 68 – 70 | Zweden                   |
| 20 sept. (9e plaats)  | Hongarije | 76 – 46 | Bondsrepubliek Duitsland |

## Plaatsingswedstrijden 5e-8e plaats
| Datum                | Land      | Score   | Land      |
| -------------------- | --------- | ------- | --------- |
| 19 september         | Bulgarije | 82 – 66 | Italië    |
| 19 september         | Nederland | 56 – 51 | Roemenië  |
| 20 sept. (7e plaats) | Italië    | 72 – 66 | Roemenië  |
| 20 sept. (5e plaats) | Nederland | 65 – 80 | Bulgarije |

## Halve finales
| Datum        | Land        | Score   | Land              |
| ------------ | ----------- | ------- | ----------------- |
| 19 september | Sovjet-Unie | 94 – 60 | Joegoslavië       |
| 19 september | Polen       | 72 – 60 | Tsjecho-Slowakije |

## Bronzen finale
| Datum        | Land              | Score   | Land        |
| ------------ | ----------------- | ------- | ----------- |
| 20 september | Tsjecho-Slowakije | 76 – 74 | Joegoslavië |

## Finale
| Datum        | Land        | Score   | Land  |
| ------------ | ----------- | ------- | ----- |
| 20 september | Sovjet-Unie | 85 – 42 | Polen |

## Eindrangschikking
| Goud   | Sovjet-Unie       |
| Zilver | Polen             |
| Brons  | Tsjecho-Slowakije |
| 4      | Joegoslavië       |
| 5      | Bulgarije         |
| 6      | Nederland         |

| 7  | Italië                   |
| 8  | Roemenië                 |
| 9  | Hongarije                |
| 10 | Bondsrepubliek Duitsland |
| 11 | Zweden                   |
| 12 | Finland                  |

1938 · 
1950 · 
1952 · 
1954 · 
1956 · 
1958 · 
1960 · 
1962 · 
1964 · 
1966 · 
1968 · 
1970 · 
1972 · 
1974 · 
1976 · 
1978 · 
1980 · 
1981 · 
1983 · 
1985 · 
1987 · 
1989 · 
1991 · 
1993 · 
1995 · 
1997 · 
1999 · 
2001 · 
2003 · 
2005 · 
2007 · 
2009 · 
2011 · 
2013 · 
2015 · 
2017 · 
2019 · 
2021 · 
2023